# Форначе (Римини)
Форначе (итал. Fornace) је насеље у Италији у округу Римини, региону Емилија-Ромања.
Према процени из 2011. у насељу је живело 431 становника. Насеље се налази на надморској висини од 69 м.